# Sistema Nacional de Reservas de Investigación Estuarina

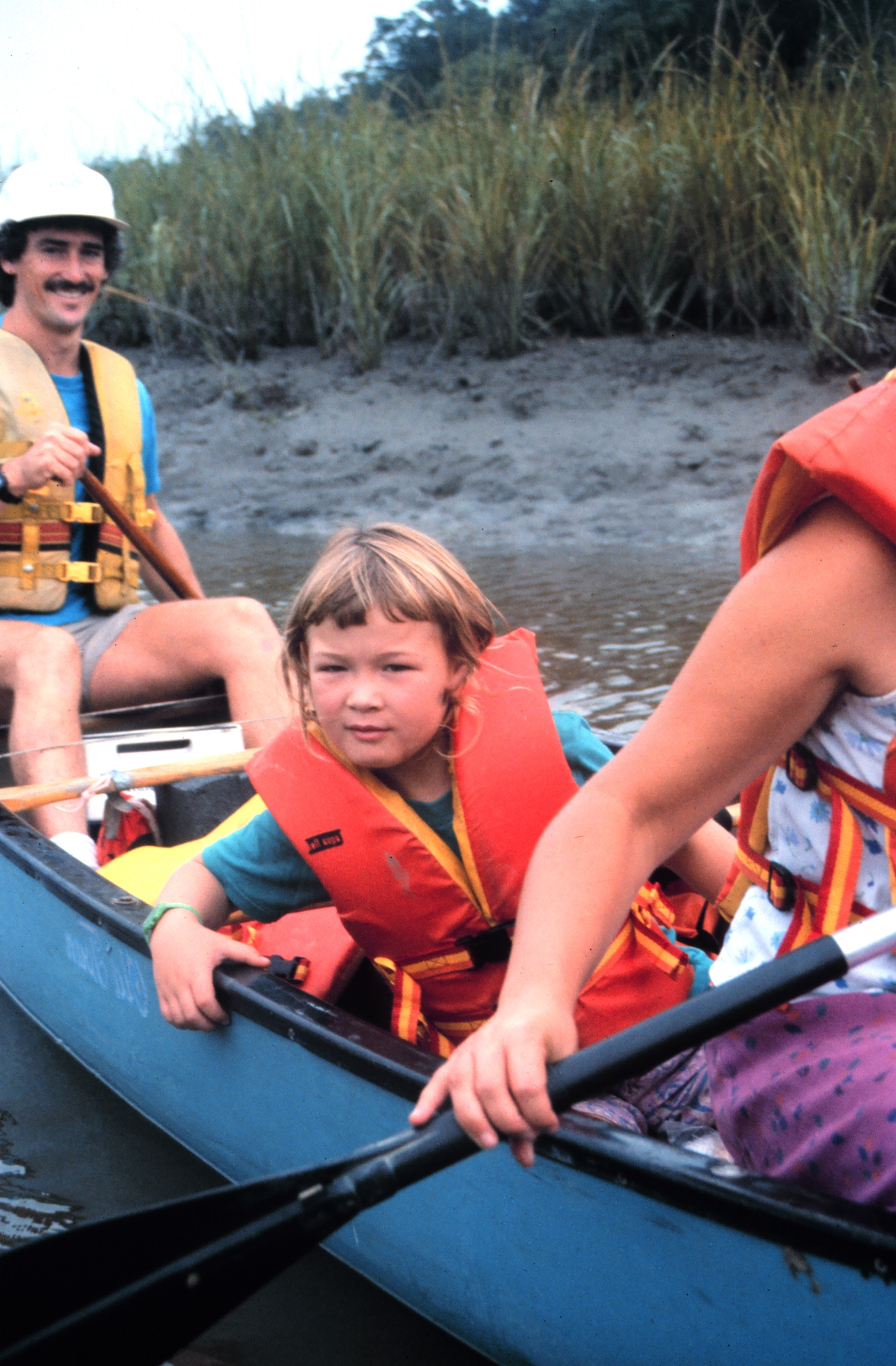
Bahía de Chesapeake en Virginia. Reserva Nacional de Investigación de Estuarios. Viaje en canoa en el Arroyo Taskinas en el Río York durante las festividades del día de los Estuarios 1992

El Sistema Nacional de Reservas de Investigación Estuarina (en inglés: National Estuarine Research Reserve System, conocido por sus siglas NERRS) es un programa del gobierno de Estados Unidos que establece la colaboración federal-estatal para crear un sistema de reservas representativas de las diversas regiones y tipos de estuarios en los Estados Unidos. La primera reserva fue establecida en el estado de Oregón en 1974. A principios de 2011, el programa tenía establecidas 28 reservas.
El Sistema Nacional de Reservas de Investigación Estuarina fue establecido por el gobierno de los Estados Unidos para desarrollar una colaboración entre los estados y la Administración Nacional Oceánica y Atmosférica (National Oceanic and Atmospheric Administration, NOAA) para coordinar la preservación de una red de áreas protegidas que abarcasen la costa de los Estados Unidos. El objetivo es el establecimiento de la investigación a largo plazo, la educación y la administración de humedales y estuarios costeros críticos. El programa supervisa y protege más de 4.000 km² de tierras de estuario, humedales y agua. Estas áreas protegidas proporcionan un hábitat esencial para la vida silvestre, a la vez que ofrecen oportunidades educativas para estudiantes, profesores y público en general, y sirven como laboratorios vivientes para los científicos.
Las Reservas Nacionales de Investigación Estuarina (National Estuarine Research Reserve) son las unidades integrantes del sistema que representan un amplio espectro de las regiones biogeográficas del país, que comprenden desde zonas prístinas a aquellas otras que han sido afectadas significativamente por el uso humano.

## Historia
Durante miles de años, los ambientes costeros y de estuario han proporcionado a las personas alimentos, zonas seguras, acceso al transporte, control de las inundaciones, y un lugar para el recreo y el relax. Las presiones sobre las costas del país son enormes y su repercusión en la economía y los ecosistemas son cada vez más evidentes. Las severas tormentas, el cambio climático, la contaminación, la alteración del hábitat y el crecimiento acelerado de la población amenaza de las funciones ecológicas que han apoyado a las comunidades costeras a lo largo de la historia. Con una red de 28 áreas protegidas establecidas para la investigación a largo plazo, la educación y la administración, el Sistema Nacional de Reservas de Investigación Estuarina tiene un papel singular que desempeñar en el mantenimiento de los ecosistemas costeros sanos y productivos. 
El sistema de reservas es un programa de colaboración entre la NOAA y los estados costeros que ha protegido más de 5.300 km² de hábitats costeros y estuarinos desde que el programa fue establecido por la Ley de Manejo de la Zona Costera en 1972. La NOAA proporciona fondos, servicios nacionales de orientación y asistencia técnica. Cada reserva es gestionada diariamente por una agencia estatal, una organización sin fines de lucro o por una universidad con la participación de socios locales. A través de una gestión cuidadosa, ciencia innovadora y educación, y programas de capacitación relevantes, las reservas fomentan una gestión cuidadosa y la protección de los estuarios costeros y los recursos locales.
La Ley de Zonas Costeras creó el sistema de reservas para proteger las zonas de estuario, brindar oportunidades para la educación, promover y realizar investigaciones estuarinas y seguir y transmitir información pertinente a los administradores costeros. En los próximos cinco años, el núcleo de los programas de reservas se centrará en cuatro temas prioritarios: impacto del uso de la tierra y del crecimiento de la población; pérdida y alteración de hábitat; degradación de la calidad del agua; y cambios en las comunidades biológicas. El Plan Estratégico 2005-2010 del Sistema Nacional de Reservas de Investigación Estuarina articula cómo el fortalecimiento del sistema de reservas se aplicará para hacer frente a los grandes retos de la gestión costera.

## Reservas Nacionales de Investigación Estuarina
| Año declaración | Denominación                                                              | Área (km²) | Estado             |
| 1974            | Reserva Nacional de Investigación Estuarina South Slough                  |            | Oregón             |
| 1976            | Reserva Nacional de Investigación Estuarina Isla Sapelo                   |            | Georgia            |
| 1978            | Reserva Nacional de Investigación Estuarina Bahía Rookery                 |            | Florida            |
| 1979            | Reserva Nacional de Investigación Estuarina Apalachicola                  |            | Florida            |
| 1979            | Reserva Nacional de Investigación Estuarina Elkhorn Slough                |            | California         |
| 1980            | Reserva Nacional de Investigación Estuarina Old Woman Creek               |            | Ohio               |
| 1980            | Reserva Nacional de Investigación Estuarina Bahía Padilla                 |            | Washington         |
| 1981            | Reserva Nacional de Investigación Estuarina Río Tijuana                   |            | California         |
| 1981            | Reserva Nacional de Investigación Estuarina Bahía Jobos                   |            | Puerto Rico        |
| 1982            | Reserva Nacional de Investigación Estuarina Río Hudson                    |            | Nueva York         |
| 1984            | Reserva Nacional de Investigación Estuarina Wells                         |            | Maine              |
| 1985            | Reserva Nacional de Investigación Estuarina Bahía Chesapeake (Maryland)   |            | Maryland           |
| 1985            | Reserva Nacional de Investigación Estuarina Carolina del Norte            |            | Carolina del Norte |
| 1986            | Reserva Nacional de Investigación Estuarina de la Bahía Weeks             |            | Alabama            |
| 1988            | Reserva Nacional de Investigación Estuarina Bahía Waquoit                 |            | Massachusetts      |
| 1989            | Reserva Nacional de Investigación Estuarina Great Bay                     |            | Nuevo Hampshire    |
| 1989            | Reserva Nacional de Investigación Estuarina Bahía Narragansett            |            | Rhode Island       |
| 1991            | Reserva Nacional de Investigación Estuarina Bahía Chesapeake (Virginia)   |            | Virginia           |
| 1992            | Reserva Nacional de Investigación Estuarina Ashepoo Combahee Edisto Basin |            | Carolina del Sur   |
| 1992            | Reserva Nacional de Investigación Estuarina North Inlet-Winyah Bay        |            | Carolina del Sur   |
| 1993            | Reserva Nacional de Investigación Estuarina Delaware                      |            | Delaware           |
| 1998            | Reserva Nacional de Investigación Estuarina Jacques Cousteau              |            | Nueva Jersey       |
| 1999            | Reserva Nacional de Investigación Estuarina Grand Bay                     |            | Misisipi           |
| 1999            | Reserva Nacional de Investigación Estuarina Guana Tolomato Matanzas       |            | Florida            |
| 1999            | Reserva Nacional de Investigación Estuarina Bahía Kachemak                |            | Alaska             |
| 2003            | Reserva Nacional de Investigación Estuarina Bahía San Francisco           |            | California         |
| 2006            | Reserva Nacional de Investigación Estuarina Mission-Aransas               |            | Texas              |